# 菲尔珀什道罗茨
菲尔珀什道罗茨，是匈牙利索博尔奇-索特马尔-贝拉格州所辖的一个村。总面积4.25平方公里，总人口328，人口密度77.2人/平方公里（2011年1月1日）。